# Unió Esportiva Montgat
La Unió Esportiva Montgat és un club de basquetbol català del municipi meresmenc de Montgat.
L'any 1927, dos joves de Montgat impulsaren la creació d'una biblioteca al poble, que l'any 1931 es legalitzà amb el nom de Biblioteca Popular. En el sí de l'entitat es crearen seccions esportives de gimnàstica, atletisme i basquetbol. El 24 de juny del 1932 s'inaugurà un camp de bàsquet en un partit contra la Unió Gimnàstica i Esportiva de Badalona. El club es va adherir a l'Agrupació de Basquetbol de Catalunya i el 1935 es proclamà campió de la competició. La temporada següent ingressà a la Federació Catalana.
Després de la guerra civil, el club reprengué la seva activitat amb el canvi de nom pel de Unió Esportiva Montgat. La resta d'activitats de la biblioteca no foren permeses si no eren tutelades per organismes afins al règim.
El club tornà a la competició de la Federació amb Josep Dalmau Comas, antic jugador, com a entrenador. La temporada 1942-43 es va assolir el campionat de Catalunya de segona categoria i ascendí a primera.
El 3 d'octubre del 1943 inaugurà el primer camp cobert d'Espanya dedicat exclusivament al basquetbol.
La temporada 1943-44, ja en la màxima categoria del Campionat de Catalunya, tot i la qualitat dels equips participants, l'U.E. Montgat va quedar classificat en 5ª posició, darrera de l'Espanyol, el Laietà, el Barcelona i l'Hospitalet i davant del Joventut.
La temporada 1945-46 s'arriba la final del campionat d'Espanya, on eliminà el Reial Madrid a semifinals però perdé la final davant el FC Barcelona (44-35) a la Plaça de toros de les Arenes de Barcelona. Grans jugadors d'aquests anys foren Joan Dalmau Comas, Pagan, Ràmia, Pujol, Solé, Tarragó, Diego Rodríguez, Francesc Baró Carranca i Josep Massaguer Sitjà.
La 1946-47 el Montgat quedà subcampió del Campionat de Catalunya i participà a la primera lliga nacional (experimental) que es va celebrar aquella mateixa temporada quedant també subcampió per darrere del F.C. Barcelona.
El 1958-59 l' U.E. Montgat es proclama campió de Catalunya, guanyant tots els partits de la temporada, excepte un jugat amb el Sant Josep de Badalona. Es jugà la promoció contra el La Salle de Barcelona, guanyant els dos partits que obriren el camí de l'ascens a la Primera Divisió espanyola, amb un equip on destacaven Josep Nora i Joan Martos.
En total jugà 5 temporades a la màxima categoria del bàsquet estatal (1947 [2n], 1960 [8è], 1961 [12è], 1963 [10è] i 1964 [7è]).
A les acaballes de la temporada 1963-64 la Federació decidí reestructurar la Lliga Nacional en un sol grup, fins aleshores dividida en dos, amb la reducció del nombre d'equips. En la promoció es detectaren injustícies arbitrals i sorteigs controlats que foren motiu de la retirada de tres equips, Sant Josep, Pineda i Montgat, i la dimissió del president i de l'entrenador de l'equip: Pruna i Portela.
La temporada 1964-65, altre cop a segona divisió, començà amb un nou president, en Frederic Llerena Monereo. Tot i els bons resultats no s'aconseguí superar la promoció per l'ascens a la categoria màxima, en un partit disputat contra el C.N. Vitòria al frontó Anoeta de Sant Sebastià. En aquesta situació s'arriba a la temporada 1967-68 en que es perd la categoria, baixant a tercera divisió, després de 26 anys de permanència a les categories superiors. Seran 10 temporades a la tercera categoria del bàsquet estatal jugant diverses vegades la fase d'ascens sense èxit.
Després de la recuperació de la categoria en la segona divisió, la temporada 1977-78, es torna a tercera en la següent per baixes en la plantilla per lesions i per la incorporació al servei militar d'en Joan Dalmau i Castellsagué, fill del mític jugador de la dècada dels cinquanta, recuperant de nou la categoria de Segona divisió el 1979-80.
La temporada 1980-81 es guanya el campionat clarament, sis punts per davant el segon classificat el R.C.D. Espanyol. Es juga la promoció a Primera Divisió B a Ponferrada amb els equips: Cajamadrid, Universitario de Valladolid, Calasancio de Pamplona, San Isidro de Tenerife, Juventud de Còrdova i U.E. Montgat. Varen pujar de categoria els tres primers i el Montgat. Aquest ascens permeté cloure els primers cinquanta anys militant a l'elit del bàsquet espanyol.
La 1981-82 no es pot mantenir categoria a Primera B i es baixà a segona divisió, categoria que es manté la temporada 1982-83. Classificat l'equip en segon lloc a segona divisió, es juga la fase d'ascens a Burgos, guanyant els dos primers partits, un d'ells contra l'equip local. Aquesta victòria va comportar l'hostilitat del públic en els següents partits, que descentraren els nostres jugadors i finalment no s'aconseguí cap de les places d'ascens. La temporada següent 1984-85, després d'una lligueta apassionant, es proclama campió de la Lliga catalana de Segona categoria davant el Manresa CB (actual Bàsquet Manresa) per 87-86, després de dues pròrrogues, en un partit jugat al camp del Sant Josep de Badalona. Tot i això, no s'accedeix a la fase d'ascens. La temporada 1985-86 queden campions del grup Català/Balear de 2a. Divisió Nacional i classificats per anar a Badajoz a jugar la fase d'ascens a Primera Divisió B, categoria que no es va assolir finalment.
Un fet important en la història de l'entitat és el naixement, el desembre de 1983, de l'escola de bàsquet.
Se succeeixen els presidents, el 1987 és nomenat en Daniel Palop Palop, substituït la temporada 1988-89 per l'Alfred Matamala Graupera, temporada que acabà amb el títol de subcampió de Segona Nacional i classificat en segona posició en la fase final celebrada a Llíria, assolint el dret a l'ascens a Primera B, tot que s'hi renuncià per la impossibilitat de fer front a les despeses d'un campionat en aquesta categoria. Durant les següents temporades es manté la categoria a la 2ª Divisió Nacional, classificats en 3ª posició el 1990-91.
L'equip es mantindrà un anys a Segona Nacional fins a la reestructuració feta per la Federació Espanyola a la 99-00 amb les noves categories LEB i EBA on l'equip quedà finalment competint a la màxima categoria del bàsquet català en aquell moment. El Montgat va jugar Copa Catalunya durant les dues primeres dècades dels 2000.
La temporada 2012-13 quedà subcampió de la Copa Catalunya, perdent la final de la Final Four davant el CB Santfeliuenc (85-84) després d'una gran temporada.
Després de moltes temporades a Copa Catalunya, la majoria lluitant per l'ascens, finalment la temporada 2022-23, després de molts anys i diverses fases d'ascens fallides, l'U.E. Montgat aconsegueix l'ascens a lliga EBA (4º categoria del bàsquet estatal) quedant campions de la final a quatre de la Copa Catalunya guanyant el CB Ripollet (72-63) a la final.
La temporada 2023-24, primera del club a Lliga EBA (actual Tercera FEB), no es pot assolir la salvació per només una victòria de diferència i descendeix a la nova Super Copa, la màxima categoria del bàsquet català.
La 2024-25, la primera del club a la nova Super Copa, l'equip acabà la temporada regular en cinquè lloc i jugà la final a quatre per l'ascens a Tercera FEB però cau en els 2 partits; a semifinals per 77-76 contra el UE Sant Cugat i al partit pel tercer-quart lloc per 65-77 contra el CBU Lloret.

## Temporada a temporada
| Temporada                                    | Nivell | Lliga               | Pos. | Final de temporada | RS | PO | Competicions de Copa | Competicions de Copa |
| -------------------------------------------- | ------ | ------------------- | ---- | ------------------ | -- | -- | -------------------- | -------------------- |
| 1943–44                                      | 1      | Campionat Catalunya | 5    | –                  |    | –  | –                    | –                    |
| 1944-45                                      | 1      | Campionat Catalunya | 4    | –                  |    |    | –                    | –                    |
| 1945-46                                      | 1      | Campionat Catalunya | 3    |                    |    |    | Copa d'Espanya       | F                    |
| 1946-47                                      | 1      | Campionat Catalunya | 2    |                    |    |    | Copa d'Espanya       | SF                   |
| 1947-48                                      | 1      | Campionat Catalunya | 4    | –                  |    | –  | –                    | –                    |
| 1948-49                                      | 1      | Campionat Catalunya | 4    |                    |    |    | Copa d'Espanya       | 1R                   |
| 1949-50                                      | 1      | Campionat Catalunya | 3    |                    |    |    | –                    | –                    |
| Creació Lliga Nacional al 1956               |        |                     |      |                    |    |    |                      |                      |
| 1958-59                                      | 2      | Campionat Catalunya | 1    | Ascendeix          |    | –  | –                    | –                    |
| 1959-60                                      | 1      | Lliga Nacional      | 8    | –                  |    | –  | Copa d'Espanya       | CF                   |
| 1960-61                                      | 1      | Lliga Nacional      | 12   | Descendeix         |    | –  | –                    | –                    |
| 1961-62                                      | 2      | Segona Nacional     | 2    | Ascendeix          |    | –  | –                    | –                    |
| 1962-63                                      | 1      | Lliga Nacional      | 10   |                    |    |    | –                    | –                    |
| 1963-64                                      | 1      | Lliga Nacional      | 7    |                    |    |    | –                    | –                    |
| 1964-65                                      | 2      | Segona Nacional     | 4    |                    |    |    | –                    | –                    |
| Primera B - Segona Nacional - Copa Catalunya |        |                     |      |                    |    |    |                      |                      |
| 2022–23                                      | 5      | Copa Catalunya      | 1    | Ascendeix          |    |    | –                    | –                    |
| 2023–24                                      | 4      | Lliga EBA           | 14   |                    |    |    | –                    | –                    |
| 2024-25                                      | 5      | Super Copa          | 5    | Semifinalista      |    |    |                      |                      |

- Lliga Nacional (Precursora de l'ACB)
  - 1946-47: Subcampió

- Campionat d'Espanya (Actual Copa del Rei):
  - 1945-46: Subcampió (44-35) davant el F.C Barcelona.

- Campió Campionat de Catalunya de Segona Categoria: 1943
- Lliga Catalana B (Actual Lliga Catalana LEB):
  - 1984-85: Campió (87-86) davant el Bàsquet Manresa.

- Copa Catalunya:
  - 2022-23: Campions de la Final Four guanyant la final davant el CB Ripollet (72-63).

- Trofeu General Orgaz-Copa Barcelona:
  - 1945-46, 1947-48

- Copa Hernán: 
  - 1949

- Trofeu Vicente Bosch:
  - 1945, 1947, 1958

1. 
2. 
3. 